# Заклёпка

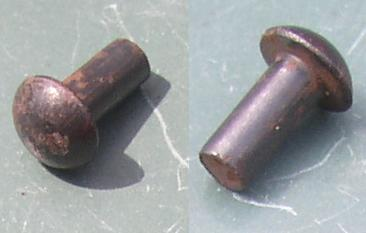
Заклёпки

Заклёпка — разновидность крепежа, деталь заклёпочного соединения в виде круглого стержня или трубы, с одной стороны имеющая закладную головку и образующуюся в процессе клёпки замыкающую (высадную) головку.

## Описание

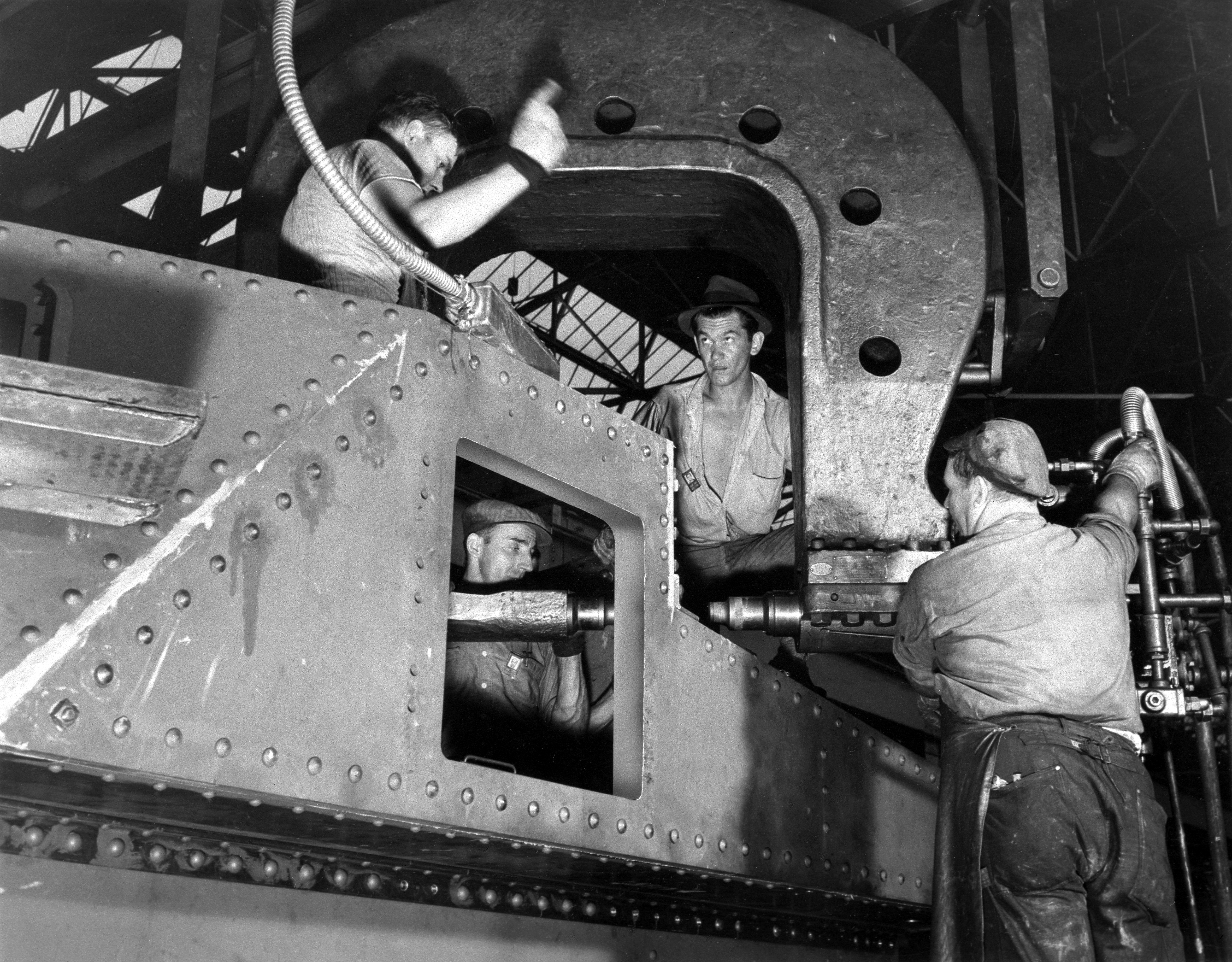
Клёпка корпуса танка М-3

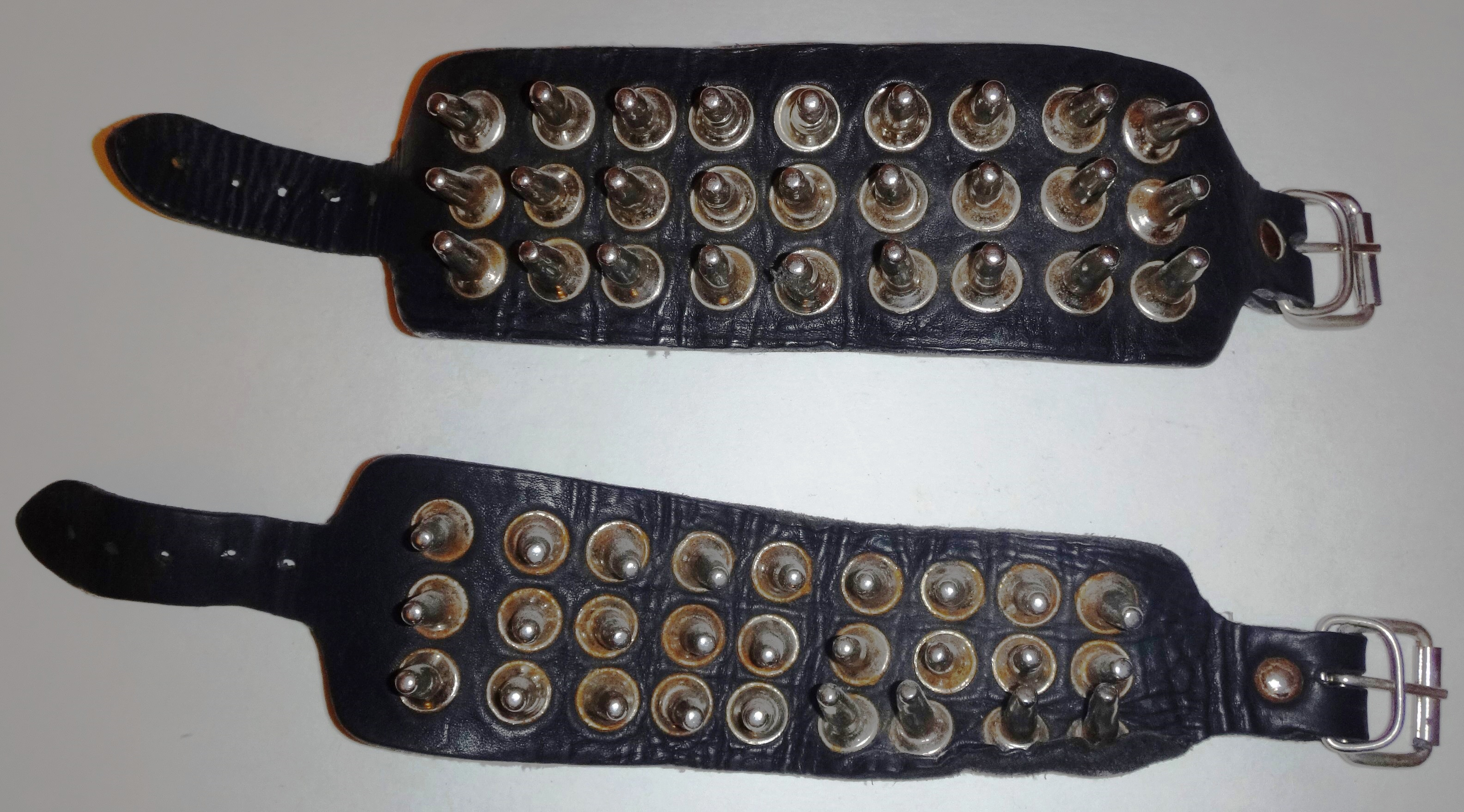
Шипастые напульсники металлистов. Шипы в них представляют собой разновидность заклёпок

Существует большое количество разновидностей заклёпок, каждый вид имеет какое-либо преимущество перед другими, например:
- обычные (классические) заклёпки горячей и холодной клёпки — общее применение;
- стержневые заклёпки — высоконагруженные соединения;
- трубчатые и полутрубчатые заклёпки — малонагруженные соединения, высокопроизводительный процесс клёпки;
- пистонные заклёпки — соединение мягких материалов;
- закладные заклёпки вытяжные (тяговые) — возможность создания соединения при доступе только с одной стороны;
- взрывные заклёпки;
- болт-заклёпка и т. д.

Самыми известными сооружениями, созданными с использованием заклёпочного соединения, являются Эйфелева башня в Париже, Шуховская башня в Москве и мост Харбор-Бридж в гавани Сиднея.
В настоящее время процесс клёпки вытеснен болтовыми и сварочными соединениями, в основном из-за медленного процесса сборки конструкции и утомляющего шума для рабочего. Является неразборным соединением.

## Виды

### «Слепые» заклёпки
«Слепые» заклёпки предназначены для соединения деталей даже в том случае, когда доступ к месту соединения возможен только с одной стороны.

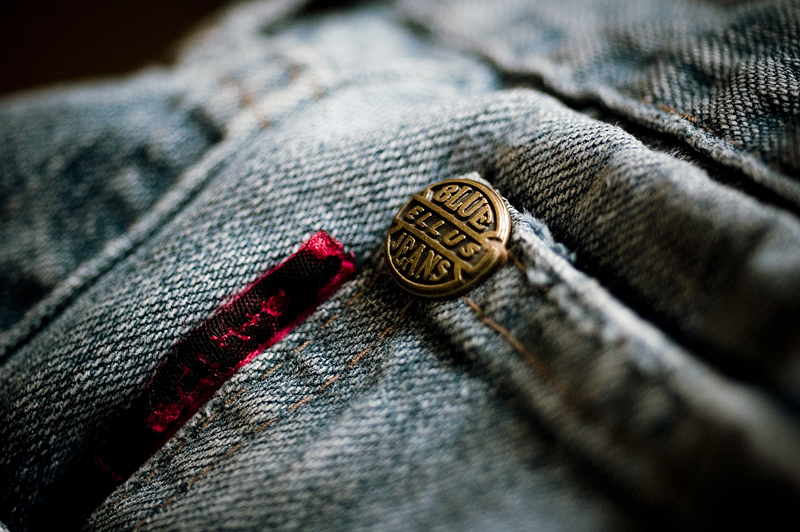
Хольнитен

В последнее время широкое распространение получили закладные трубчатые заклёпки, вытяжные (тяговые), представляющие собой трубочку, развальцованную с одной стороны со вставленным в неё пуансоном (стержнем с шариком на конце). В скрепляемых деталях сверлится отверстие, вставляется заклёпка и специальным инструментом вытягивается пуансон. Шарик развальцовывает, формируя в трубочке замыкающую головку, тем самым надёжно закрепляя деталь, и отрывается от стержня. Например, системный блок компьютера в большинстве случаев собран при помощи них. Существует модификация с герметичной заклёпкой, где внешняя трубка представляет собой закрытую полость, в которой двигается шарик. Такая заклёпка называется закрытой.

### Хольнитен
Хольнитен — вид заклёпки для неразъёмного соединения деталей в кожгалантерейных, обувных и швейных изделиях. Широко используется в джинсах.
Хольнитен состоит из пустотелой заклёпки и головки, представляющей собой втулку с крышкой.